# Amorosi
Amorosi est une commune italienne de la province de Bénévent, dans la région Campanie.

## Géographie physique
Amorosi est située dans la plaine et se prolonge en forme de croix sur la rive gauche du fleuve Volturno et sur la rive droite du fleuve Calore Irpino. Le territoire communal est compris entre 34 et 85 m au-dessus du niveau de la mer, avec une excursion altimétrique égale à 51 mètres. Elle se trouve à environ 33 km de la capitale provinciale.

## Histoire
La ville, d'origine médiévale tardive[4], a probablement été fondée par quelques survivants de Télésie qui ont échappé à la destruction du tremblement de terre de 1349 qui a provoqué la fuite de vapeurs sulfureuses et a rendu l'air raréfié et malsain.
L'étymologie du pays n'est pas claire : l'hypothèse la plus plausible est qu'il dérive d'un noble lombard nommé Amoroso. Dans les documents médiévaux, il était appelé avec le nom d'Amerusii[5].
C'était une féodalité d'abord des Gaétans, puis des Colonna.
En 1596, elle comptait environ cent cinquante habitants[6].
Plus tard, il passe à la famille Caracciolo qui, en 1672, obtient le titre de marquis d'Amorosi.
Le tremblement de terre du 5 juin 1688 a endommagé la ville.
Le 8 avril 1734, Charles III de Bourbon y séjourne - invité de la famille Caracciolo - lors de sa conquête du royaume de Naples. L'arrivée du Bourbon est liée, entre autres, au nom de la Via Paribella, ainsi appelée en raison de la façon dont elle a été décorée.
En 1772, il devient la propriété de la famille Piscitelli de Cerreto Sannita.
En 1852, Ferdinand II passa également par Amorosi pour établir la construction d'un pont sur la rivière Calore Irpino.
En 1860, pendant la bataille de Volturno, il fut le siège du commandement de l'armée Bourbon, accueillant plusieurs fois les troupes Bourbon et Garibaldi intéressées par des actions militaires le long de la ligne Caiazzo - Ponti della Valle.
Depuis 1861, elle fait partie de la province de Bénévent.
Pendant la Seconde Guerre mondiale, il a été bombardé par les Américains à 14 h 45 le 29 septembre 1943[7]. Les objectifs de ce raid aérien étaient les ponts Calore et Volturno, le quartier général du commando allemand installé dans un des bâtiments historiques de la ville et l'aérodrome. Au cours du bombardement, un avion américain a été abattu par l'antiaérien allemand stationné dans le pays, quatre soldats américains sont morts dans les flammes tandis que quatre autres ont été capturés par les Allemands en tant que prisonniers. Le 14 octobre 1943, la ville est libérée par la Cinquième Armée américaine. Pendant leur fuite, les soldats allemands ont brûlé le Palais Piscitelli et le Palais Chianese, bâtiments historiques de la ville, et aussi les ponts sur la Calore Irpino et le Volturno, cibles manquées des Américains, ont été abattus par les mines allemandes. La ville abritait également un contingent de sapeurs britanniques de la 8e armée, qui avait pour tâche de retirer les munitions, et aussi, en peu de temps, de monter un pont de fer sur les pylônes en ruine de la Heat, restaurant ainsi la voie ferrée Napoli-Foggia. À l'automne 1944, un contingent de soldats italiens du bataillon San Marco s'est installé dans la ville, qui a quitté la ville au printemps 1945. À la fin de la Seconde Guerre mondiale, Amorosi devait être la ville samnite avec le plus grand nombre de victimes et de dégâts matériels.
En 1955, c'est l'un des lieux où a été tourné le film « La bella mugnaia » de Mario Camerini avec Sophia Loren, Marcello Mastroianni et Vittorio De Sica.

## Économie
Sa superficie agricole utile est de 770,56 hectares.

## Culture

### Église de Saint-Michel l'Archange
Au centre du village se trouve l'église paroissiale d'Amorosi.
La façade, construite au XVIIIe siècle, ne comporte qu'un seul portail d'entrée et est flanquée d'un beau clocher du XVIIIe siècle à trois ordres, caractérisé par le tuf bicolore gris et jaune. Au bout, il y a un petit dôme couvert de tuiles de majolique jaune et verte.
À l'intérieur se trouvent des œuvres d'art de valeur, principalement des XVIIIe et XIXe siècles.
Le retable de la Madonna del Rosario et le tableau représentant Saint Michel Archange tuant le diable sont d'un grand intérêt.

### Palais Piscitelli
Surnommé « palazzo della Camera Marchesale », le palazzo Piscitelli est un palais marquisal, souvent la résidence des seigneurs féodaux et appartenant actuellement à la famille Piscitelli.

### Palais Maturi
Construit en 1775, le Palazzo Maturi a été acquis par la municipalité d'Amorosi en 2006 et a souvent été utilisé pour des expositions et des événements. Le 16 mars 2014, après une longue et minutieuse restauration, il a été inauguré devant la communauté d'Amorosina. Le palais a été utilisé comme hôtel de ville et abritera de façon permanente le pôle culturel et muséal de la fondation « Allori », inauguré le 17 mars 2014.
Le pôle est situé dans une aile du palais, abritant une très importante collection d'images et de souvenirs de l'histoire de l'Italie de la fin du XIXe siècle à l'an 2000 : il s'agit d'un patrimoine inédit composé de fonds, d'archives, de témoignages et de reliques de Garibaldi ayant appartenu à Bettino Craxi. La Fondation Allori avait demandé un espace d'exposition à Rome et avait été contactée par Paris et d'autres villes pour accueillir l'exposition permanente, mais le choix est tombé sur Amorosi, en tant que Communauté du Sud, étant donné la représentativité du Palais qui l'accueillera.
À côté du palais se trouve la chapelle de la famille Maturi, également construite en 1775.

## Infrastructures et transports
Dans la localité « Stazione » se trouve la gare d'Amorosi-Melizzano, sur la ligne Napoli-Foggia, construite en 1886-1887 par la municipalité pour un coût de treize mille lires. Autrefois lieu de passage pour la bonne circulation des passagers et des marchandises, elle est aujourd'hui réduite à un simple arrêt. Le service est actuellement limité aux seuls trains régionaux.

## Administration
| Période                                  | Période  | Identité          | Étiquette     | Qualité |
| ---------------------------------------- | -------- | ----------------- | ------------- | ------- |
| 1980                                     | 1985     | Michele Riccio    | Liste civique |         |
| 1985                                     | 1990     | Mario Lepore      |               |         |
| 1990                                     | 1999     | Giuseppe Di Cerbo |               |         |
| 1999                                     | 2009     | Luigi Della Morte |               |         |
| 2009                                     | 2019     | Giuseppe Di Cerbo | Liste civique |         |
| 2019                                     | En cours | Carmine Cacchillo | Liste civique |         |
| Les données manquantes sont à compléter. |          |                   |               |         |

### Communes limitrophes
Castel Campagnano, Melizzano, Puglianello, Ruviano, San Salvatore Telesino, Telese Terme